# Salomon Kalou
Salomon Armand Magloire Kalou (født 5. august 1985) er en fodboldspiller fra Elfenbenskysten, der spiller i Hertha BSC Tidligere har han spillet i Chelsea F.C., hvortil han kom  i 2006 fra Feyenoord.
Han bliver normalt brugt som wing eller angriber.